# Erythrogenys
Erythrogenys — рід горобцеподібних птахів родини тимелієвих (Timaliidae). Представники цього роду мешкають в Азії. Раніше їх відносили до роду Тимелія-криводзьоб (Pomatorhinus), однак за результатами молекулярно-генетичного дослідження виявилось, що вони є генетично ближчими до роду Тимелія-темнодзьоб (Stachyris).

## Види
Виділяють шість видів:
- Тимелія-криводзьоб велика (Erythrogenys hypoleucos)
- Тимелія-криводзьоб рудощока (Erythrogenys erythrogenys)
- Тимелія-криводзьоб буробока (Erythrogenys mcclellandi)
- Тимелія-криводзьоб рудобока (Erythrogenys gravivox)
- Тимелія-криводзьоб сіробока (Erythrogenys swinhoei)
- Тимелія-криводзьоб чорновуса (Erythrogenys erythrocnemis)

## Етимологія
Наукова назва роду Erythrogenys походить від сполучення слів дав.-гр. ερυθρος — червоний і γενυς — щока.